# Арон Элис Траундарсон
Арон Элис Траундарсон (исл. Aron Elís Þrándarson; род. 10 ноября 1994, Рейкьявик) — исландский футболист, полузащитник клуба «Оденсе».

## Карьера
6 октября 2014 года Арон заключил 3-летний контракт с клубом «Олесунн». Дебют Траундарсона за клуб состоялся 3 июня 2015 года в матче за кубок Норвегии с «Хёддом». Дебют в чемпионате Норвегии состоялся 7 июня 2015 года в матче против «Хаугесунн».
За сборную Исландии Арон сыграл 5 матчей. Дебют состоялся в товарищеском матче против США 31 января 2016 года.

## Статистика
Статистика выступлений Арона Траундарсона.
| Год   | Клуб                 | Игр | Голов |
| ----- | -------------------- | --- | ----- |
| 2011  | Викингур (Рейкьявик) | 9   | 2     |
| 2012  | Викингур (Рейкьявик) | 15  | 1     |
| 2013  | Викингур (Рейкьявик) | 14  | 14    |
| 2014  | Викингур (Рейкьявик) | 16  | 5     |
| 2015  | Олесунн              | 18  | 5     |
| 2016  | Олесунн              | 21  | 1     |
| Итого | Итого                | 39  | 6     |